# جيمس آر. بلاك
جيمس آر. بلاك (بالإنجليزية: James R. Black)‏ هو لاعب كرة قدم أمريكية وممثل أمريكي، ولد في 3 أبريل 1962 في الولايات المتحدة.

## وصلات خارجية
- جيمس آر. بلاك على موقع مرجع كرة القدم المحترفة.كوم (الإنجليزية)

- جيمس آر. بلاك على موقع IMDb (الإنجليزية)
- جيمس آر. بلاك على موقع قاعدة بيانات الفيلم (الإنجليزية)